# Dirk Uittenbogaard
Dirk Uittenbogaard (født 8. maj 1990 i Amsterdam, Holland) er en hollandsk roer.
Uittenbogaard vandt en bronzemedalje ved OL 2016 i Rio de Janeiro, som del af den hollandske otter. Den øvrige besætning i båden blev udgjort af Robert Lücken, Boaz Meylink, Boudewijn Röell, Olivier Siegelaar, Kaj Hendriks, Mechiel Versluis, Tone Wieten og styrmand Peter Wiersum. Fire år senere vandt han guld i den hollandske dobbeltfirer, sammen med Abe Wiersma, Tone Wieten og Koen Metsemakers
Uittenbogaard er både verdens- og europamester i roning. Han vandt VM-guld i 2019 i dobbeltfirer og EM-guld i samme disciplin, også i 2019.

## OL-medaljer
- 2020:  Guld i dobbeltfirer
- 2016:  Bronze i otter